# Emancipación compensada
La emancipación compensada era un método para intentar acabar con la esclavitud, según el cual el dueño de la persona esclavizada recibía alguna compensación por parte del gobierno a cambio de manumitir al esclavo. Esto podría ser monetario y podría permitir que el dueño retenga al esclavo y sus descendientes por un período de tiempo, bajo un contrato de trabajo no abonado.
Un trabajo no abonado fue visto como un punto medio entre la esclavitud y la emancipación absoluta. Sin embargo, los esclavistas no estaba contentos con la emancipación compensada. Los propietarios se quejaron de que su compensación fue pequeña en comparación con su pérdida; se les pagaba menos, de lo que el dueño de esclavos podría haber vendido a la persona esclavizada (el valor de mercado) antes de los cambios sociopolíticos. Los gobiernos y los ciudadanos no esclavistas se quejaron de la carga financiera de compensar a los dueños, mientras que para los anteriormente esclavizados parecía ridículo que aquellos que siempre se habían beneficiado de la esclavitud ahora recibieran una compensación adicional, mientras que sus víctimas no recibieron compensación alguna. El historiador Eric Foner escribió: "Incluso Haití, donde la esclavitud murió en medio de una revolución violenta, acordó en 1824 pagar una gran indemnización a los antiguos esclavistas a cambio del reconocimiento francés de su independencia.. .. Nadie propuso compensar a los esclavos por sus años de trabajo no correspondido".
La compensación de los dueños de esclavos fue vista  por el filósofo ilustrado Nicolas de Condorcet como algo similar a compensar a un ladrón por devolver la propiedad robada, o pagar un rescate a un secuestrador por liberar a su víctima y, por lo tanto, no tanto una "compensación" como una "recompensa" por cometer lo que debería ser según él un crimen.
El sistema de trabajo no abonado representó para los anteriormente esclavizados una mejora marginal sobre la esclavitud que tipificó su condición como clase social por siglos; dichos trabajadores no podrían más ser reubicados por la fuerza, los niños y otros miembros de la familia no pueden ser sustraídos por la fuerza, y ya no pueden ser abusados, azotados o violados. Sin embargo, todavía no eran libres.

## Transición desde la esclavitud
La emancipación compensada generalmente se promulgó como parte de alguna ley que proscribía la esclavitud por completo o establecía un esquema por el cual la esclavitud eventualmente sería eliminada. Con frecuencia estuvo acompañada o precedida por leyes que se acercaban a la emancipación gradual al otorgar la libertad a los nacidos de esclavos después de una fecha determinada. Entre las potencias europeas, la esclavitud era principalmente un problema con sus colonias de ultramar. El Imperio Británico promulgó una política de emancipación compensada para sus colonias en 1833, seguido por Francia en 1848, Dinamarca en 1849 y los Países Bajos en 1863. La mayoría de las naciones sudamericanas y caribeñas emanciparon la esclavitud a través de esquemas compensados en las décadas de 1850 y 1860, mientras que Brasil aprobó un plan para la emancipación gradual y compensada en 1871, y Cuba lo siguió en 1880 después de haber promulgado la libertad al nacer una década antes.

### Estados Unidos
En los Estados Unidos, la regulación de la esclavitud era predominantemente una función estatal. Los estados del norte siguieron un curso de emancipación gradual a partir de la década de 1830. Muchos estados del norte esperaron hasta 1857 para comenzar la emancipación gradual. Durante la Guerra Civil, en noviembre de 1861, el presidente Lincoln redactó una ley para ser presentada ante la legislatura de Delaware, uno de los cuatro estados esclavistas que no se separaron de la Unión (los otros son Kentucky, Maryland y Missouri), para compensar emancipación. Sin embargo, esto fue derrotado por poco. Lincoln también estaba detrás de la legislación nacional con el mismo fin, pero los estados del sur, que se consideraban separados de la Unión, ignoraron las propuestas.
Solo en Washington D. C. que era directamente administrada por el poder federal, se promulgó la emancipación compensada. El 16 de abril de 1862, el presidente Lincoln firmó la Ley de Emancipación Compensada del Distrito de Columbia. Esta ley prohibió la esclavitud en el Distrito, obligando a sus 900 propietarios de esclavos a liberar a sus esclavos, y el gobierno federal pagó a los propietarios un promedio de alrededor de $ 300 (equivalentes a $9000 en 2022) por cada uno. En 1863, la legislación estatal para la emancipación compensada en Maryland no se aprobó, al igual que un intento de incluirla en una constitución de Missouri recién redactada.

### Otras naciones e imperios
Naciones e imperios que implementaron la emancipación compensada:
- Argentina[8][9]
- Brasil[10][11][12]
- Imperio británico[1][13][14][15][12]
- Chile[9]
- Gran Colombia[8][9]
- Cuba[16]
- Imperio colonial danés[1][12]
- Imperio neerlandés[1][15]
- Ecuador[9]
- Imperio colonial francés[1][17][15][12]
- Haití[18]
- México[19]
- Paraguay[8]
- Perú[20][9]
- Puerto Rico[16]
- Suecia[21]
- Uruguay[9]
- Venezuela[8][15][9]
- Reino Unido[22][23]
- Estados Unidos (Distrito de Columbia únicamente)[24][25]

## Otras lecturas
- Araújo, Ana Lucía. 2017. "Reparaciones por la esclavitud y la trata de esclavos: una historia transnacional y comparativa" , Nueva York: Bloomsbury Academic. Páginas. 276.
- Barragán, Yesenia. 2021. "Cautivos de la libertad: esclavitud y emancipación gradual en el Pacífico negro colombiano (afrolatinoamérica)". Cambridge: Prensa de la Universidad de Cambridge. doi:10.1017/9781108935890
- Cox, LaWanda, C. Fenlason. 1981, "Lincoln y la libertad negra: un estudio sobre el liderazgo presidencial", Columbia: University of South Carolina Press.
- Holloway, Kaly, 23 de marzo de 2020, "Desde la emancipación, Estados Unidos se ha negado a hacer reparaciones por la esclavitud", The Nation .
- Manjapra, Kris. 17 de junio de 2022. "Los esclavizadores de DC obtuvieron reparaciones. Los liberados no tienen nada", Político.
- Manjapra, Kris. 2019. "El escándalo del préstamo de la Ley de abolición de la esclavitud británica", Social and Economic Studies, 68 (3/4), 165–184. http://www.jstor.org/stable/45299245
- McDowell, Evelyn y Theresa Hammond. 2023. "Un 'esquema disfrazado para la emancipación compensada': contabilidad de la abolición gradual en el siglo XIX en Nueva Jersey". Historia Contable, 1 de mayo. doi:10.1177/10323732231174669.